# Sernik (skała)
Sernik – skała w Dolinie Będkowskiej na Wyżynie Krakowsko-Częstochowskiej. Znajduje się w orograficznie lewym zboczu Wąwozu Będkowickiego będącego bocznym odgałęzieniem tej doliny, administracyjnie w granicach wsi Będkowice w województwie małopolskim, w powiecie krakowskim, w gminie Wielka Wieś. Sernik znajduje się w środkowej części tego wąwozu, w miejscu, w którym uchodzi do niego boczny jar Pasternik. Naprzeciwko niej w prawym zboczu tego wąwozu i wyżej znajduje się Lisia Baszta. Obydwie skały znajdują się w granicach wsi Będkowice w województwie małopolskim, w powiecie krakowskim, w gminie Wielka Wieś i są widoczne z żółtego szlaku turystycznego wiodącego od dna Doliny Będkowskiej przez Wąwóz Będkowicki do Będkowic.
Sernik to zbudowana z wapieni skała o ścianach pionowych lub połogich i wysokości 10 m. Poprowadzono na niej dwie drogi wspinaczkowe o trudności VI+ i VI. 1 w skali polskiej. Mają zamontowane pojedyncze ringi.

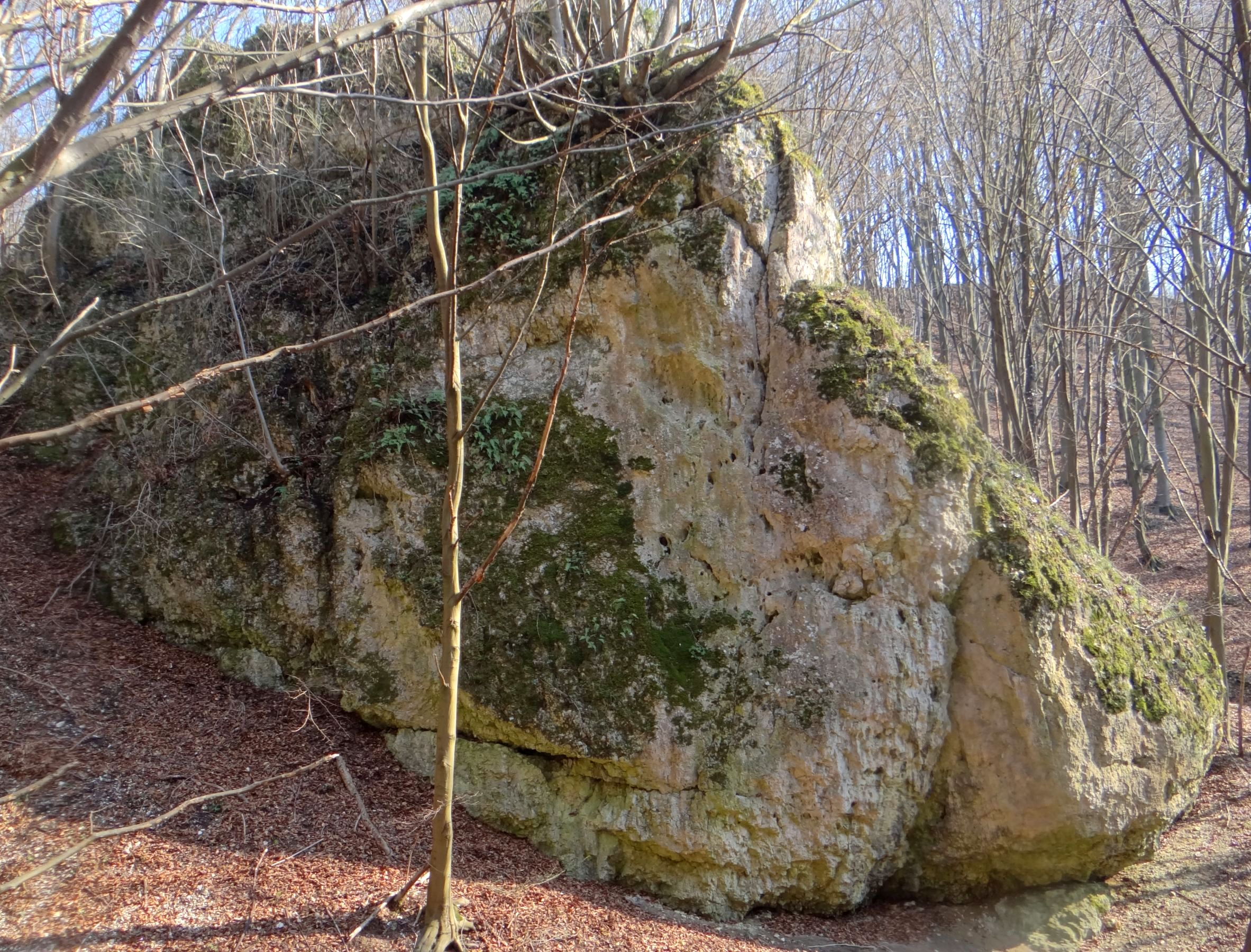
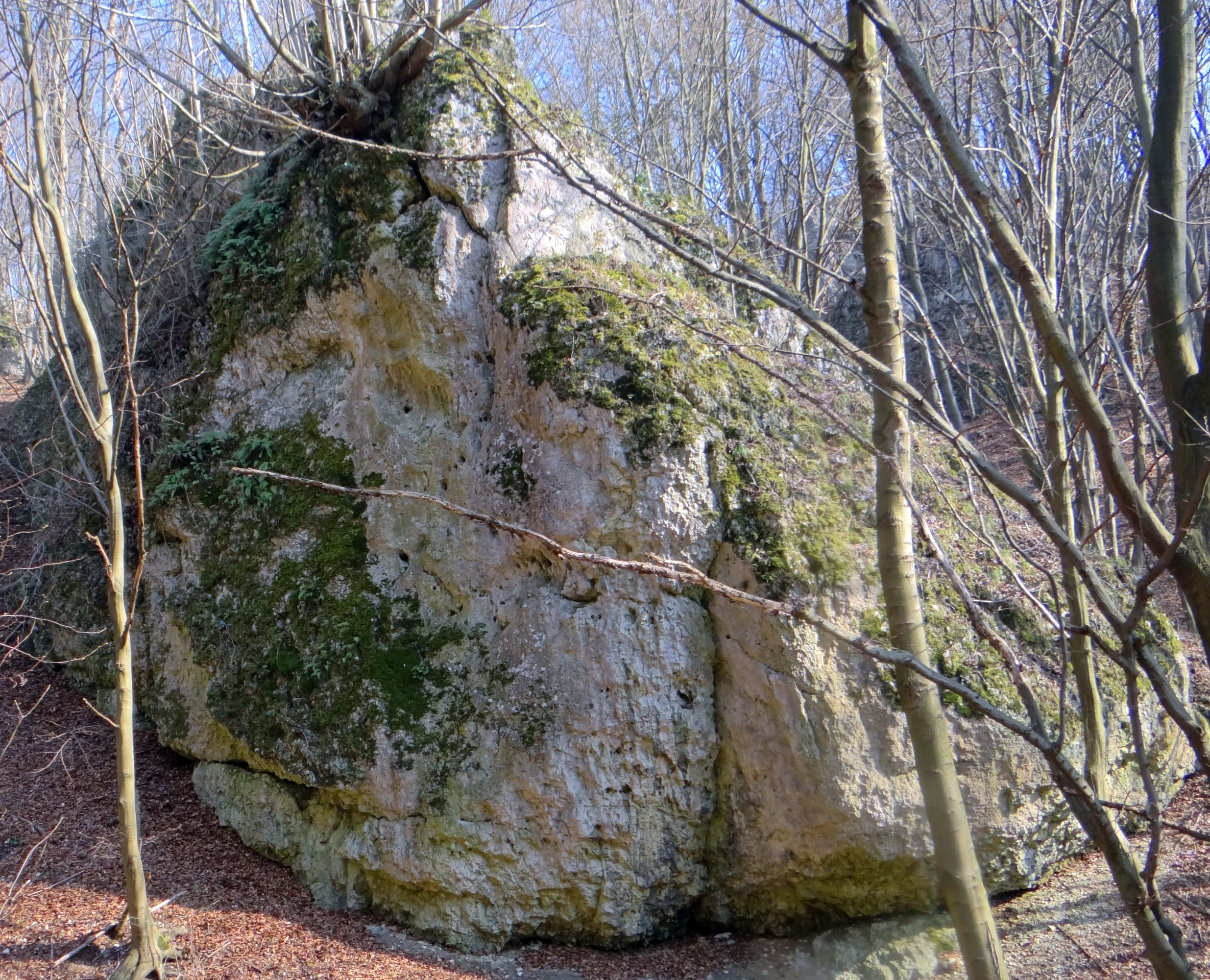
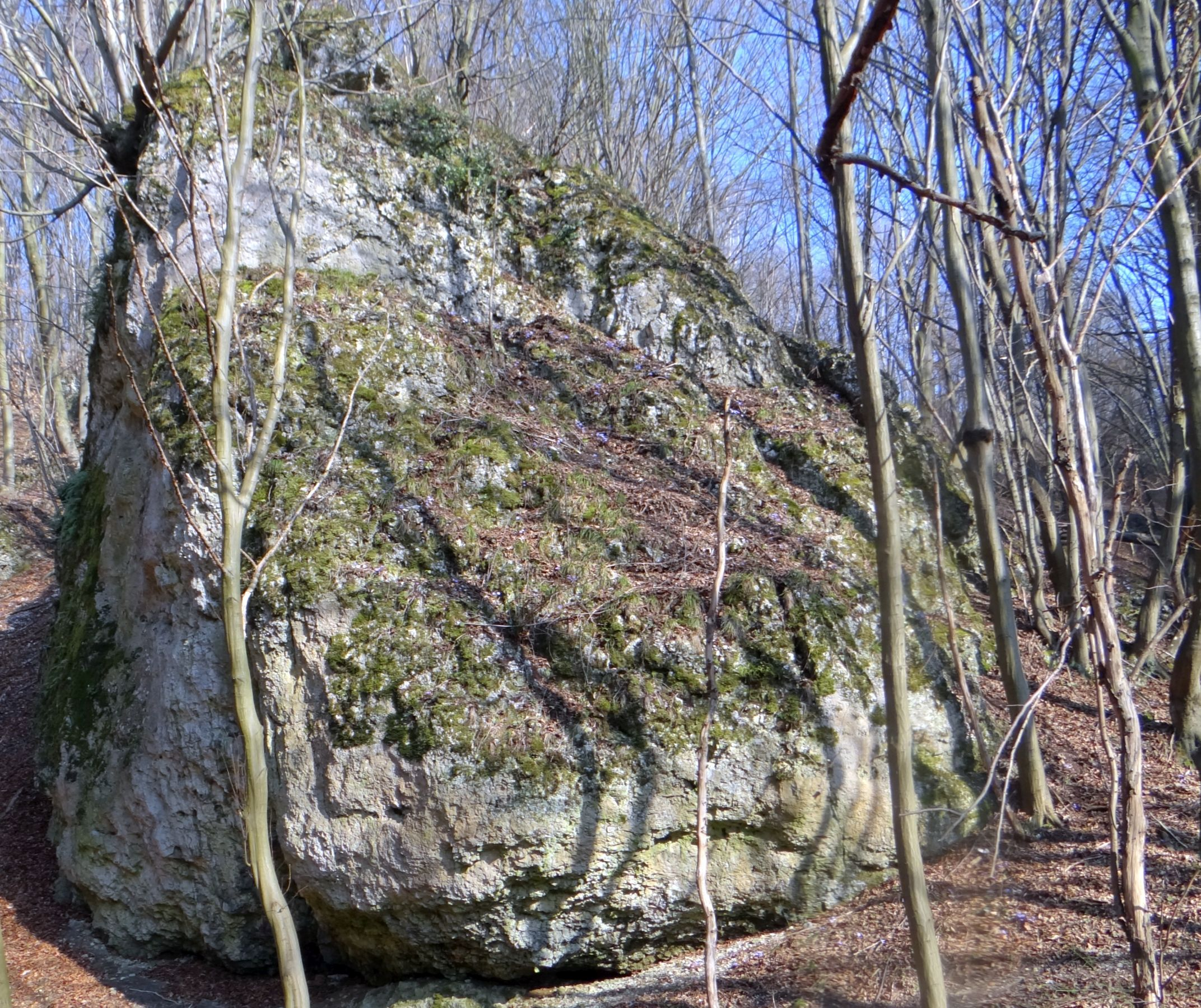

## Drogi wspinaczkowe
1. Głębokie gardło; VI+ (wspinaczka wymagająca)
2. Cassus Stefana; VI.1 (wspinaczka ryzykowna)[2].